# Louis Nganga a Ndzando
Louis Nganga a Ndzando (* 1923 in Ndeke Mabela; † 13. Februar 2014 in Lisala) war römisch-katholischer Bischof von Lisala in der Demokratischen Republik Kongo.

## Leben
Louis Nganga a Ndzando empfing am 22. Februar 1953 die Priesterweihe für das Bistum Lisala.
Papst Johannes XXIII. ernannte ihn am 18. April 1961 zum Weihbischof in Lisala und Titularbischof von Athyra. Der Bischof von Lisala, François Van den Berghe CICM, weihte ihn am 28. Oktober desselben Jahres zum Bischof; Mitkonsekratoren waren Léon Théobald Delaere OFMCap, Bischof von Molegbe, und Joseph-Albert Malula, Weihbischof in Léopoldville.
Er war Teilnehmer der ersten, zweiten und vierten Sitzungsperioden des Zweiten Vatikanischen Konzils.
Papst Paul VI. ernannte ihn am 25. November 1964 zum Bischof von Lisala. Am 6. Juli 1997 nahm Papst Johannes Paul II. seinen altersbedingten Rücktritt an.